# Балдуин д'Авен
Балдуин д'Авен (на френски: Baudouin d'Avesnes; * септември 1219; † 10 април 1295) от род Авен, е господар на Бомон в Белгия и хронист през 13 век. Дядо е на император Хайнрих VII (1274 – 1313).

## Произход и творчество
Той е вторият син на Буркхард д'Авен († 1244) и съпругата му графиня Маргарета II Фландърска († 1280), дъщеря на граф Балдуин I X (Дом Фландрия). Родителите му се развеждат през 1220 г. По-големият му брат Жан I д’Авен (* 1218; † 1257) е от 1246 г. граф на Хенегау.
През 1280 г. Балдуин завършва своята „Универсална хроника“ („Chronique de Baudouin d'Avesnes“) в две части, написана на старофренски език, започваща с библейската история на създаването на света и завършва до 1278 г.

## Фамилия
Балдуин се жени 1239/1240 г. за дъщеря на Сарониус от Куявия. Те нямат деца. Балдуин се жени втори път 1243 г. за Фелицита дьо Куси (* ок. 1222; † 1307), дъщеря на Томас дьо Куси господар на Вервен († сл. 1252) и съпругата му Матилде дьо Ретел. Те имат две деца:
- Йохан († 18 февруари 1283), господар на Бомон, женен за Агнес дьо Валенс († сл. 7 октомври 1277)
- Беатрис д'Авен († 1 март 1321), омъжена 1261 г. за граф Хайнрих VI от Люксембург (1240 – 1288)